# Fenêtre en bandeau
Les fenêtres en bandeau sont un type de fenêtre formant de longues bandes horizontales qui s’étendent le long des façades des bâtiments. Elles permettent à la lumière naturelle de pénétrer plus uniformément dans les espaces intérieurs tout en offrant des vues panoramiques sur l’extérieur,. Le concept a été imaginé pour la première fois par l’architecte Le Corbusier dans les années 1920, dans le cadre de ses «Cinq points de l'architecture moderne»,. Dans l’architecture contemporaine, les fenêtres en bandeau sont largement utilisées et ont évolué au-delà de leur forme d’origine. Si beaucoup conservent encore l’accent horizontal propre à la tradition moderniste, les progrès en matière de matériaux de construction et de méthodes de conception ont permis des applications plus variées. Les adaptations modernes incluent souvent des configurations courbes ou angulaires, ainsi qu’une intégration à des géométries architecturales irrégulières ou dynamiques — une approche parfois qualifiée de «néo-corbuséenne». Les fenêtres en bandeau sont conçues pour maintenir un équilibre entre fonctionnalité, esthétique et ouverture spatiale,.
|                                 |
| Pasillo Monasterio Benedictinos |

|                                  |
| Antwerp Corbusier Maison Guiette |

|                             |
| Centre TV, Kyiv «Le Crayon» |

|               |
| Albany Towers |

|                               |
| Atlanta Constitution Building |

|                                 |
| Bâtiment artisanal Louis-Hubert |

|                          |
| Centre-Ville, Niš Serbie |

|                                                               |
| Gobierno autonomo descentralizado municipal del Canton Alausí |